# Yoshio Fujimoto
Yoshio Fujimoto   (Japó, 29 de gener de 1960) és un pilot de ral·li japonès actualment retirat. Guanyador del Campionat de Ral·lis Àsia-Pacífic de 1998.

## Trajectòria

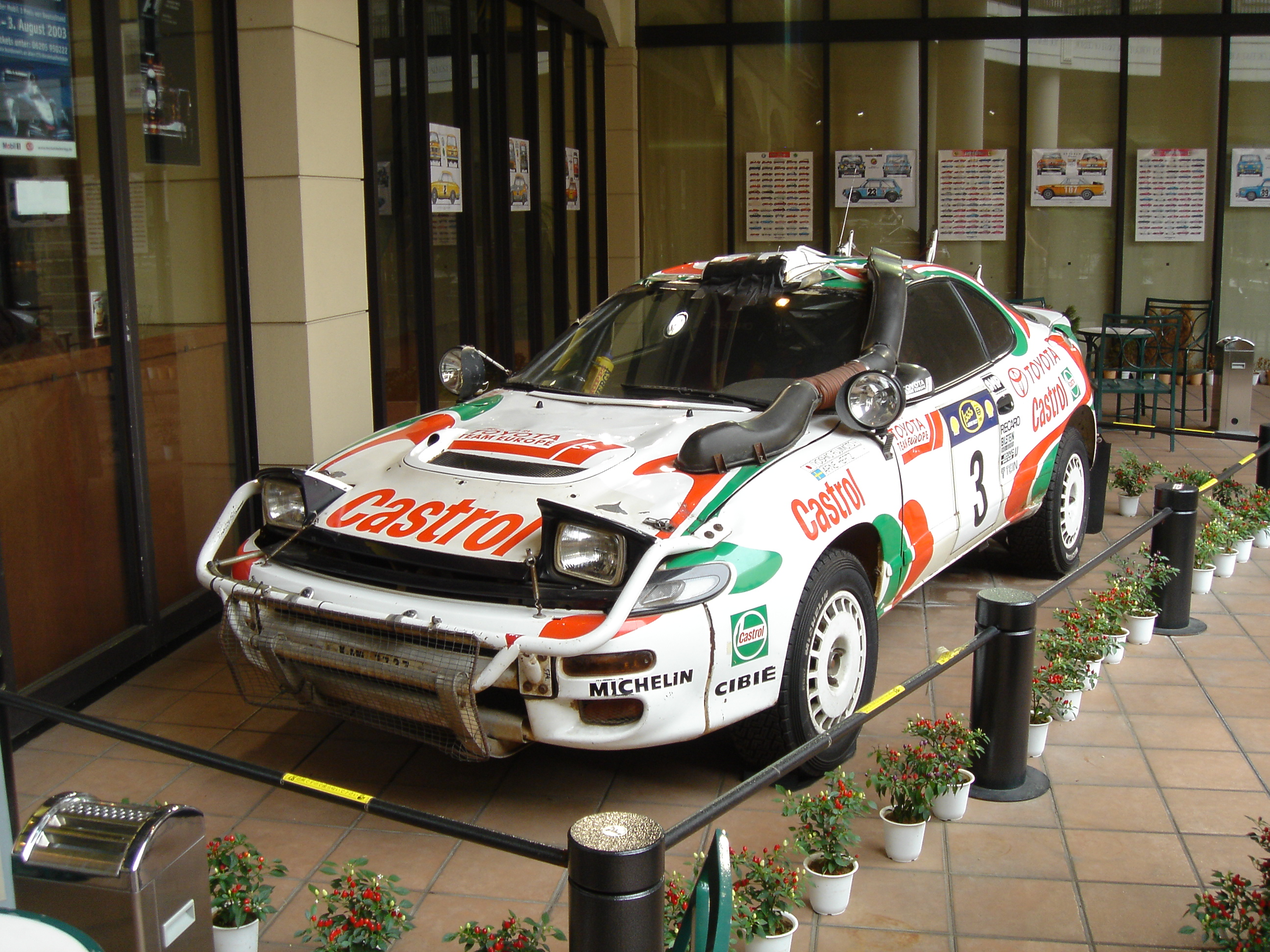
El seu Toyota Celica Turbo 4WD ST185, guanyador del Safari Rally el 1995.

Aquest pilot japonès va debutar a les carreres de motor el 1982. La seva carrera va acabar el 1999.
Va córrer amb un Nissan Pulsar a principis dels anys noranta, passant a Mitsubishi Lancer RS el 1993, després a Toyota Celica Turbo 4WD del 1994 al 1997 i a Toyota Corolla el 1998.
Fujimoto va participar regularment en el WRC el 1994, en el seu Toyota Celica Turbo 4WD ST185 de l'equip Castrol Toyota (millor rànquing WRC: 4 en el Ral·li d'Indonèsia el 1996 i 5 en 1997).
Va acabar la seva carrera amb Tein Sport Team del 1996 al 1999, després dels seus dos anys amb Toyota Castrol.

## Premis
- 1998: campió de ral·li Àsia-Pacífic (APRC), al Toyota Corolla WRC ;

### Victòria al Campionat del Món de Fabricants de 2 litres de la FIA
- 1995: 43 Ral·li de Kenya (el copilot suec Arne Hertz, Toyota Celica Turbo 4WD - Toyota Castrol Team)

### Victòria a APRC
- 1998: 2 Ral·li de la Xina (copilot del neozelandès Tony Sircombe, al Toyota Celica GT-Four)